# 프랑크 마르탱

프랑크 마르탱(프랑스어: Frank Martin, 1890년 9월 15일 ~ 1974년 11월 21일)은 스위스의 작곡가로 그의 생애 대부분을 네덜란드에서 보냈다.

## 어린 시절
제네바에서 태어난 프랑크 마르탱은 정규 교육을 받기전에 피아노를 즉흥 연주하기 시작했다. 9세때 그는 외부 음악 교육없이 이미 몇곡을 썼다. 12세때 그는 요한 바흐의 마태 수난곡 공연에 참석했고, 그 공연에 많은 영향을 받았다.
부모의 뜻에 따라 제네바 대학교에서 2년동안 수학과 물리학을 배웠지만 동시에 제네바 작곡가인 그의 첫번째 음악 교사 요세프 라우버와 피아노, 작곡 및 화음을 배웠다. 1920년대에 마르탱은 에밀 자크-달크로즈와 긴밀히 협력하여 리듬과 음악 이론에 대해 많은 것을 배웠다. 1918년과 1926년 사이에 마르탱은 취리히, 로마, 파리에 살았다.
1926년에 그는 제네바 실내악 협회를 설립했으며, 이후 10년동안 클라비코드와 피아노에 기여했다. 이 기간에 그는 자크 달크로즈 연구소에서 음악 이론과 즉흥 연주를 가르쳤고, 제네바 국립 음악원에서 실내악을 가르쳤다.

## 주요 작품

### 관현악
- 《관현악을 위한 리듬》 (1926)
- 《관현악을 위한 교향시》 (1936~37)

### 협주곡
- 《피아노 협주곡 제 1번》 (1933~34)
- 《피아노와 관현악을 위한 발라드》 (1939)
- 《바이올린 협주곡》 (1950)
- 《첼로 협주곡》 (1965)
- 《피아노 협주곡 제 2번》 (1969)